# Festival du film de Sundance 2013
Le festival du film de Sundance 2013, 29e édition du festival (29th Sundance Film Festival) organisé par le Sundance Institute, s'est déroulé du 17 au 27 janvier 2013.

## Jurys
Dix-neuf membres des jurys de films ont été annoncés le 19 décembre 2012. Les cinq membres du jury Alfred P. Sloan qui récompense les films scientifiques ont été annoncés le 17 janvier 2013, et ils participent également au Science in Film Forum Panel.
| U.S. Documentary Jury - Liz Garbus - Davis Guggenheim - Gary Hustwit - Brett Morgen - Diane Weyermann U.S. Dramatic Jury - Ed Burns - Wesley Morris - Rodrigo Prieto - Tom Rothman - Clare Stewart | World Documentary Jury - Sean Farnel - Robert Hawk - Enat Sidi World Dramatic Jury - Anurag Kashyap - Nadine Labaki - Joana Vicente | Alfred P. Sloan Jury - Paula S. Apsell - Darren Aronofsky - Scott Z. Burns - Dr André Fenton - Dr Lisa Randall Short Film Jury - Mike Farah - Don Hertzfeldt - Magali Simard |

## Sélection
Plus de 4 000 films ont été soumis et 119 ont été sélectionnés en compétition. Le festival présente des premiers films de 51 réalisateurs novices venant de 32 pays.
Note : les titres indiqués ci-dessous sont ceux du site officiel du festival. Il peut s'agir du titre définitif, anglophone ou international.

### En compétition

#### U.S. Documentary Competition
1. 99%: The Occupy Wall Street Collaborative Film (en) d'Audrey Ewell, Aaron Aites, Lucian Read et Nina Krstic
2. After Tiller (en) de Martha Shane et Lana Wilson
3. American Promise (en) de Joe Brewster (en) et Michèle Stephenson (en)
4. Blackfish de Gabriela Cowperthwaite
5. Blood Brother de Steve Hoover
6. Citizen Koch (en) de Carl Deal (en) et Tia Lessin (en)
7. Cutie and the Boxer de Zachary Heinzerling (en)
8. Dirty Wars de Richard Rowley
9. Gideon's Army (en) de Dawn Porter
10. God Loves Uganda (en) de Roger Ross Williams
11. Inégalité pour tous (en) (Inequality for All) de Jacob Kornbluth (en)
12. Life According to Sam (en) de Sean Fine et Andrea Nix
13. Manhunt: The Search for Bin Laden (en) de Greg Barker (en)
14. Narco Cultura (en) de Shaul Schwarz
15. Twenty Feet from Stardom de Morgan Neville (en)
16. Valentine Road de Marta Cunningham[4]

#### U.S. Dramatic Competition
1. Afternoon Delight de Jill Soloway
2. Les Amants du Texas (Ain't Them Bodies Saints) de David Lowery
3. Austenland de Jerusha Hess
4. C.O.G. (en) de Kyle Patrick Alvarez
5. Concussion de Stacie Passon
6. Emanuel and the Truth About Fishes (en) de Francesca Gregorini (en)
7. Fruitvale Station de Ryan Coogler
8. In a World… de Lake Bell
9. Kill Your Darlings de John Krokidas
10. The Kings of Summer de Jordan Vogt-Roberts
11. The Lifeguard de Liz W. Garcia (en)
12. May in the Summer de Cherien Dabis
13. Mother of George (en) d'Andrew Dosunmu
14. The Spectacular Now de James Ponsoldt
15. Touchy Feely (en) de Lynn Shelton
16. Upstream Color de Shane Carruth[5]

#### World Cinema Documentary Competition
1. Fallen City de Zhao Qi (Chine)
2. Fire in the Blood (en) de Dylan Mohan Gray (en) (Inde)
3. Google and the World Brain (en) de Ben Lewis (Espagne et Royaume-Uni)
4. Manqana, romelic kvelafers gaaqrobs (de) de Tinatin Gurchiani (Géorgie et Allemagne)
5. The Moo ManThe Moo Man (en) d'Andy Heathcote (en) et Heike Bachelier (Royaume-Uni)
6. Pussy Riot: A Punk Prayer de Mike Lerner (en) et Maxim Pozdorovkin (en) (Russie)
7. A River Changes Course de Kalyanee Mam (en) (Cambodge et États-Unis)
8. Salma de Kim Longinotto (Inde et Royaume-Uni)
9. The Square (Al Midan) de Jehane Noujaim (Égypte et États-Unis)
10. The Stuart Hall Project (en) de John Akomfrah (Royaume-Uni)
11. The Summit (en) de Nick Ryan (en) (Irlande et Royaume-Uni)
12. Qui est Dayani Cristal ? (Who Is Dayani Cristal?) de Marc Silver (Royaume-Uni)[6]

#### World Cinema Dramatic Competition
1. Circles (Krugovi) de Srdan Golubović (Serbie, Allemagne, France, Slovénie et Croatie)
2. Crystal Fairy de Sebastián Silva (Chili)
3. Il futuro d'Alicia Scherson (Italie, Chili, Allemagne, Espagne)
4. Houston  de Bastian Günther (Allemagne, États-Unis)
5. Jiseul de O Muel (Corée du Sud)
6. Lasting (Nieulotne) de Jacek Borcuch (pl) (Pologne et Espagne)
7. Metro Manila de Sean Ellis (Royaume-Uni)
8. Shopping de Mark Albiston (en) et Louis Sutherland (en) (Nouvelle-Zélande)
9. Soldate Jeannette de Daniel Hoesl (Autriche)
10. Un giorno devi andare de Giorgio Diritti (Italie et France)
11. Wajma de Barmak Akram (Afghanistan)
12. Yang tidak dibicarakan ketika membicarakan cinta (id) de Mouly Surya (Indonésie)[7]

#### Shorts Competition
Sauf mention contraire, tous les films ci-dessous sont américains.
1. #PostModem de Jillian Mayer et Lucas Leyva
2. 30% (Women and Politics in Sierra Leone) de Anna Cady (Sierra Leone et Royaume-Uni)
3. The Apocalypse de Andrew Zuchero
4. The Battle of amfAR de Rob Epstein et Jeffrey Friedman
5. Benjamin's Flowers de Malin Erixon (Suède)
6. Bite of the Tail de Song E. Kim (Corée du Sud et États-Unis)
7. Black Metal de Kat Candler
8. Boneshaker de Frances Bodomo
9. Broken Night de Guillermo Arriaga
10. The Capsule de Athina Rachel Tsangari (Grèce)
11. The Captain de Nash Edgerton et Spencer Susser (Australie et États-Unis)
12. Catnip: Egress to Oblivion? de Jason Willis
13. Century de Kevin Jerome Everson
14. The Companion (El acompañante) de Alvaro Delgado-Aparicio (Pérou)
15. The Cub de Riley Stearns
16. The Curse de Fyzal Boulifa (Royaume-Uni)
17. Datamosh de Yung Jake
18. The Date de Jenni Toivoniemi (Finlande)
19. Endless Day de Anna Frances Ewert (Allemagne)
20. The Event de Julia Pott (Royaume-Uni)
21. Fall to Grace de Alexandra Pelosi
22. Feral de Daniel Sousa
23. Le Futur Proche de Sophie Goyette (Canada)
24. Gun de Spencer Gillis
25. In Hanford de Chris Mars
26. Irish Folk Furniture de Tony Donoghue (Irlande)
27. Iyeza de Kudzanai Chiurai (Afrique du Sud)
28. Jonah de Kibwe Tavares (Tanzanie et Royaume-Uni)
29. K.I.T. de Michelle Morgan
30. Karaoke! de Andrew F. Renzi
31. Magnesium de Sam de Jong (Pays-Bas)
32. Marcel, King of Tervuren de Tom Schroeder
33. Movies Made from Home #15 de Robert Machoian
34. Movies Made from Home #6 de Robert Machoian
35. Night Shift de Zia Mandviwalla (Nouvelle-Zélande)
36. Oh Willy... de Marc James Roels et Emma de Swaef (Belgique, France, Pays-Bas)
37. On Suffocation de Jenifer Malmqvist (Suède)
38. Outlawed in Pakistan de Habiba Nosheen et Hilke Schellmann (Pakistan et États-Unis)
39. Palimpsest de Michael Tyburski
40. Paraíso de Nadav Kurtz
41. Primate Cinema: Apes as Family de Rachel Mayeri (Royaume-Uni et États-Unis)
42. Record/Play de Jesse Atlas
43. Reindeer de Eva Weber (Royaume-Uni)
44. The Roper de Ewan McNicol et Anna Sandilands
45. Scrubber de Romola Garai (Royaume-Uni)
46. The Secret of Trees de Albert Maysles
47. Seraph de Dash Shaw
48. Sirocco de Hisham Bizri
49. Skin de Jordana Spiro
50. Skinningrove de Michael Almereyda
51. Social Butterfly de Lauren Wolkstein (France et États-Unis)
52. The Song of the Mechanical Fish de Philipp Yuryev (Russie)
53. A Story for the Modlins de Sergio Oksman (Espagne)
54. Summer Vacation de Sharon Maymon et Tal Granit
55. Thank You de Pendleton Ward et Tom Herpich
56. Today and Tomorrow de Aaron Douglas Johnston (Pays-Bas)
57. Tram de Michaela Pavlátová (France et République tchèque)
58. Until the Quiet Comes de Kahlil Joseph
59. Volume de Mahalia Belo (Royaume-Uni)
60. What Do We Have in Our Pockets? de Goran Dukic (Israël et États-Unis)
61. When the Zombies Come de Jon Hurst
62. Whiplash de Damien Chazelle
63. The Whistle (Gwizdek) de Grzegorz Zariczny (Pologne)
64. You Are More Than Beautiful de Tae-yong Kim (Chine)
65. You Don't Know Jack de Morgan Spurlock[8]

### Hors compétition

#### Premieres
- A.C.O.D. de Stuart Zicherman (États-Unis)
- Before Midnight de Richard Linklater (États-Unis)
- Big Sur de Michael Polish (États-Unis)
- Défendu (Breathe In) de Drake Doremus (États-Unis)
- Don Jon de Joseph Gordon-Levitt (États-Unis)
- The East de Zal Batmanglij (États-Unis)
- The Inevitable Defeat of Mister and Pete (en) de George Tillman Jr. (États-Unis)
- jObs de Joshua Michael Stern (États-Unis) (film de clôture)
- A Very Englishman (The Look of Love) de Michael Winterbottom (Royaume-Uni)
- Lovelace de Jeffrey Friedman et Rob Epstein (États-Unis)
- Charlie Countryman (The Necessary Death of Charlie Countryman) de Fredrik Bond et Ron Yerxa (États-Unis)
- Prince of Texas de David Gordon Green (États-Unis)
- Stoker de Park Chan-wook (États-Unis)
- Shérif Jackson (Sweetwater) de Logan Miller et Noah Miller (États-Unis)
- Top of the Lake de Jane Campion (Australie et Nouvelle-Zélande) (mini-série)
- Perfect Mothers de Anne Fontaine (Australie et France)
- Very Good Girls de Naomi Foner (États-Unis)
- Cet été-là de Jim Rash et Nat Faxon (États-Unis)[9]

#### Documentary Premieres
- Anita de Freida Mock (États-Unis)
- The Crash Reel de Lucy Walker (États-Unis)
- History of the Eagles Part One de Alison Ellwood (États-Unis)
- Linsanity de Evan Jackson Leong (États-Unis)
- Muscle Shoals de Greg "Freddy" Camalier (États-Unis)
- Pandora's Promise de Robert Stone (États-Unis)
- Running from Crazy de Barbara Kopple (États-Unis)
- Sound City de Dave Grohl (États-Unis)
- We Steal Secrets: The Story of WikiLeaks de Alex Gibney (États-Unis)
- When I Walk de Jason DaSilva (États-Unis et Canada)
- Which Way Is The Front Line From Here? The Life and Time of Tim Hetherington de Sebastian Junger (États-Unis)
- The World According to Dick Cheney de R. J. Cutler et Greg Finton (États-Unis)[10]

#### Spotlight
- Le cœur a ses raisons de Rama Burshtein (Israël)
- Gangs of Wasseypur de Anurag Kashyap (Inde)
- The Gatekeepers (שומרי הסף) de Dror Moreh (he) (Israël, Allemagne, France et Belgique)
- Mud : Sur les rives du Mississippi de Jeff Nichols (États-Unis)
- No de Pablo Larraín (Chili États-Unis)
- Touristes (Sightseers) de Ben Wheatley (Royaume-Uni)
- Stories We Tell de Sarah Polley (Canada)[11]

#### Park City at Midnight
- Ass Backwards (en) de Chris Nelson (États-Unis)
- Hell Baby (en) de Robert Ben Garant et Thomas Lennon (États-Unis)
- In Fear de Jeremy Lovering (Royaume-Uni)
- Kink (en) de Christina Voros (États-Unis)
- Magic Magic de Sebastián Silva (États-Unis et Chili)
- The Rambler (en) de Calvin Lee Reeder (États-Unis)
- V/H/S de Simon Barrett (en), Adam Wingard, Eduardo Sánchez, Gregg Hale (en), Timo Tjahjanto, Gareth Evans et Jason Eisener (en) (États-Unis et Canada)
- Virtually Heroes de G. J. Echternkamp (États-Unis)
- We Are What We Are de Jim Mickle (États-Unis)[12]

#### New Frontier
- Charlie Victor Romeo de Robert Berger (en), Patrick Daniels et Karlyn Michelson (États-Unis)
- Fat Shaker (fa) de Mohammad Shirvani (fa) (Iran)
- Halley de Sebastian Hofmann (es) (Mexique)
- Interior. Leather Bar. de Travis Mathews et James Franco (États-Unis)
- Le Météore de François Delisle (Canada)
- Wrong Cops: Special Screening and Discussion with Quentin Dupieux de Quentin Dupieux (États-Unis)[13]

#### NEXT
- Blue Caprice d'Alexandre Moors (États-Unis)
- Computer Chess d'Andrew Bujalski (États-Unis)
- Escape from Tomorrow de Randy Moore (États-Unis)
- I Used to Be Darker de Matthew Porterfield (États-Unis)
- It Felt Like Love (en) d'Eliza Hittman (États-Unis)
- American Milkshake (en) de David Andalman et Mariko Munro (États-Unis)
- Newlyweeds de Shaka King (États-Unis)
- Pit Stop (en) de Yen Tan (en) (États-Unis)
- A Teacher (en) de Hannah Fidell (États-Unis)
- This Is Martin Bonner de Chad Hartigan (États-Unis)[14]

#### Collection
- El Mariachi de Robert Rodriguez (1993) (États-Unis)[15]

## Palmarès
Source : site officiel du festival.

### Longs métrages
- Grand prix du jury :
  - U.S. Documentary : Blood Brother (États-Unis)
  - U.S. Dramatic : Fruitvale Station (États-Unis)
  - World Documentary : A River Changes Course (Cambodge)
  - World Dramatic : Jiseul (Corée du Sud)
- Prix du public :
  - U.S. Documentary : Blood Brother (États-Unis)
  - U.S. Dramatic : Fruitvale Station (États-Unis)
  - World Documentary : The Square (Égypte)
  - World Dramatic : Metro Manila (Royaume-Uni)
- Best of NEXT : This Is Martin Bonner (États-Unis)
- Prix de la mise en scène :
  - U.S. Documentary : Zachary Heinzerling pour Cutie and the Boxer (États-Unis)
  - U.S. Dramatic : Jill Soloway pour Afternoon Delight (États-Unis)
  - World Documentary : Tinatin Gurchiani pour The Machine Which Makes Everything Disappear (Allemagne)
  - World Dramatic : Sebastián Silva pour Crystal Fairy (Chili)
- Prix du scénario :
  - U.S. Dramatic : Lake Bell pour In a World… (États-Unis)
  - World Dramatic : Barmak Akram pour Wajma (Afghanistan)
- Prix du montage documentaire :
  - U.S. Documentary : Matthew Hamachek pour Gideon's Army (États-Unis)
  - World Documentary : Ben Stark pour The Summit(Irlande et Royaume-Uni)
- Prix de la photographie :
  - U.S. Documentary : Rick Rowley pour Dirty Wars (États-Unis)
  - U.S. Dramatic : Bradford Young pour Les Amants du Texas et Mother of George (États-Unis)
  - World Documentary : Pau Esteve Birba et Marc Silver pour Who Is Dayani Cristal? (Royaume-Uni)
  - World Dramatic : Michał Englert pour Lasting (Pologne)
- Prix spéciaux :
  - Prix spécial du jury de la mise en scène documentaire (U.S. Documentary) :
    - Jacob Kornbluth pour Inequality for All (États-Unis)
    - Joe Brewster et Michèle Stephenson pour An American Promise (États-Unis)

  - Prix spécial du jury de l'interprétation (U.S. Dramatic) : Miles Teller et Shailene Woodley pour The Spectacular Now (États-Unis)
  - Prix spécial du jury du son dans une fiction (U.S. Dramatic) : Shane Carruth et Johnny Marshall pour Upstream Color (États-Unis)
  - Prix spécial du jury de la fiction (World Dramatic) : Circles (Serbie
  - Prix spécial du jury de l'esprit punk (World Dramatic) : Pussy Riot: A Punk Prayer Russie

### Courts métrages
- Grand prix du jury : The Whistle
- Prix du public : Catnip: Egress to Oblivion?
- Prix du jury :
  - U.S. Documentary : Skinningrove
  - U.S. Dramatic :Whiplash
  - World Dramatic : The Date
  - Animation : Irish Folk Furniture
- Prix spéciaux :
  - Prix du jury de l'interprétation : Joel Nagle pour Palimpsest
  - Prix du public : Kahlil Joseph pour Until the Quiet Comes

### Autres prix
- Alfred P. Sloan Feature Film Prize : Computer Chess
- Sundance/NHK International Filmmaker Award : Kentaro Hagiwara pour Spectacled Tiger[17]